# 황원
황원(1940년 6월 26일~2023년 8월 12일)은 대한민국의 남자 성우이다. 1960년에서부터 1963년까지 연극 배우로 활동하다가 1966년 TBC 2기 성우로 입사했으며, 언론통폐합으로 인하여 현재는 KBS 8기로 분류된다. 미국의 원로 배우인 어니스트 보그나인, 영국의 원로 배우인 이언 홈, 홍콩의 원로 배우인 동표 전담을 맡았다.

## 출연 작품
굵은 글씨는 메인 캐릭터.

### TV 애니메이션

#### KBS
- 우주소년 아톰 (KBS) - 강박사
- 몽키매직 (KBS) - 천리안
- 달려라 바우 (KBS) - 해설 / 관리인 아저씨
- 옛날 옛적에 (KBS) - 무도사
- 요리킹 조리킹 (KBS) - 꼬불레옹
- 헤라클레스 (KBS) - 해설 / 머큐리 / 마을남자
- 아벨 탐험대 (KBS)
- 말괄량이 앤지 (KBS) - 잭슨 경감
- 제트소년 마르스 (KBS) - 박사
- 요술공주 밍키 (KBS) - 요술나라 국왕
- 욕심쟁이 오리아저씨 (89년 더빙판/KBS) - 스크루지 맥더크
- 마일로의 대모험 (KBS) - 마쿠 도사
- 날아라 슈퍼보드 (KBS) - 옥황상제
- 은비 까비의 옛날 옛적에 (KBS) - 돌쇠 집 새주인
- 돌아온 달타냥 (KBS)
- 콩콩돌이 펑키 (KBS) - 펑키
- 요리조리 맛술사 (KBS) - 맛술사
- 밀림의 왕 레오 (KBS) - 코코
- 명탐정 코난 (KBS, 투니버스, 애니맥스) - 브라운 박사, 얼음집 주인
- 뾰로롱 꼬마마녀 (KBS) - 스위트 콘
- 아기곰 루도빅 (KBS) - 의사

#### 타 방송사
- 페어리 테일2 - 니르바나 편 / 에도라스 편(대원방송/애니박스) - 마카로프 / 파우스트
- 검용전설 야이바 (비디오) - 남궁쌍도
- 우주소년 아톰 SBS - 코주부 박사
- 우주소년 아톰 KBS, 어린이TV - 강박사
- 신밧드의 모험 (EBS) - 알라딘
- 몬타나 존스 (MBC) - 니트로 박사
- 날아라 호빵맨 (MBC, 투니버스, 애니맥스, 대원방송) - 잼 아저씨
- 스모기 (MBC)
- 타이의 대모험 (SBS)
- 슈퍼맨 (SBS) - 믹스이즈
- 마법소녀 리나 (SBS) - 마법상점 주인 / 마족 닭 피바
- 우주가족 젯슨 (SBS) - 스페이슬리 사장
- 숲 속의 백설공주(SBS)
- 드래곤볼 (SBS) - 해설 / 피콜로 대마왕 / 카린 / 신 / 학도사 / 손오반 / 브리프 박사
- 노트르담의 천사 (SBS) - 데니스
- 셰익스피어 명작만화 - 말괄량이 길들이기 (SBS) - 뱁티스타
- 슈퍼 마리오 (SBS) - 마리오
- 투장 다이모스 (VIDEO) - 박사
- 볼트 화이브 (VIDEO) - 김 박사 / 짱가 / 단게 장군
- 콤바트라 V (VIDEO) - 김 박사
- 철인 007 (SBS) - 박사
- 아이젠보그 (VIDEO) - 박사
- 핑크요정 페루샤 (VIDEO) - 심바
- 고스트 바둑왕 (투니버스) - 슈 영감
- 몬스터 (투니버스) - 헤니히
- 바람의 검심 (애니원) - 현암 선생
- 별의 커비 (투니버스) - 카부 / 큐리오
- 강철의 연금술사 리메이크 (애니박스) - 후
- 흑집사 (애니박스) - 자치회장
- 7인의 나나 (CJENM) - 할아버지
- 드래곤볼GT (투니버스) - 노계왕신
- 비디오 전사 레저리온 (VIDEO)
- 우주의 로보트 타이맨 (VIDEO) - 해설
- 블링키는 내 친구 (EBS) - 웜보
- 플랜더스의 개 (EBS, SBS) - 할아버지

### 극장용 애니메이션
- 왕의 수염 - 제이제이
- 원피스: 진귀한 동물의 섬 쵸파 왕국 (투니버스) - 앵무새
- 내 이름은 독고탁 - 야구부 감독
- 짱구는 못말려 극장판: 태풍을 부르는 황금 스파이 대작전 (대원방송) - 나와뿡 박사
- 돼지코 아기공룡 임피의 모험 - 왕
- 명탐정 코난: 은빛 날개의 마술사 - 브라운 박사
  - 명탐정 코난: 진홍의 연가 - 브라운 박사
  - 명탐정 코난: 제로의 집행인 - 브라운 박사
  - 명탐정 코난: 감벽의 관 - 브라운 박사
- 상상 속 친구들의 모험 : 몬스터들의 집 (카툰 네트워크) - 헤리먼
  - 상상 속 친구들의 모험 : 월트를 찾아서 (카툰 네트워크) - 헤리먼
- 왕후 심청 - 용왕

### 전담 배우
- 이언 홈
  - 반지의 제왕: 반지 원정대 (KBS) - 빌보 배긴스
  - 불의 전차 (KBS) - 샘 코치
  - 엑시스텐즈 (KBS) - 비노커

- 어니스트 보그나인
  - 와일드 번치 (KBS) - 더치
  - 포세이돈 어드벤처 (95년 더빙판/KBS) - 로고

### 영화
- 오페라의 유령 (KBS) - 레이예 (머레이 멜빈) / 낙찰자 (폴 브룩)
- 초대받지 않은 손님 (KBS) - 주교 (세실 켈러웨이)
- 토탈 리콜 (SBS)
- 내 마음의 수호천사 - 멜빈 (루 커텔)
- 시네마 천국 (KBS) - 시치오 (엔조 카나발)
- 시네마 천국 (SBS) - 알프레도 (필립 누아레)
- 맨 인 블랙 (KBS) - 케이의 동료 (리차드 해밀턴) / 로젠버그 (마이크 너스봄)
- 맨 인 블랙 2 (KBS) - 프랭크 (팀 브래니)
- 행복을 파는 기계 (KBS)
- 라이어 라이어 (KBS) - 스티븐스 박사(제이슨 버나드)
- 미스 에이전트 (SBS) - 해리 맥도널드(어니 허드슨) / 방송 제작진(돈 카스)
- 벨파고 (KBS) - 형사반장 (장-프랑수아 발머)
- 머나먼 여정 (KBS) - 섀도우
- 성룡의 나이스 가이 (KBS) - 자인카를로 (리처드 노튼)
- 미이라 (KBS) - 헤이브록 (버나드 폭스)
- 아문센 (KBS) - 로베르트
- 썬더볼트 (KBS) - 아화의 아버지 (추위안)
- 성룡의 미라클 (KBS)
- 성룡의 홍번구 (SBS) - 마표 (동표)
- 바람과 함께 사라지다 (SBS) - 제랄드 오하라 (토마스 미첼)
- 코쿤 (SBS) - 아트 셀윈 (돈 애미치)
- 말레나 (KBS)
- 스피드 2 (KBS) - 켄터 (팀 콘웨이)
- 대부 2 (KBS) - 프랭크(마이클 V. 가조)
- 비바 라스베이거스 (KBS) - 러스티 아버지
- 폴리스 스토리 (SBS) - 왕 반장 (동표)
  - 폴리스 스토리 2 (SBS) - 왕 반장 (동표)
  - 폴리스 스토리 3 (SBS) - 왕 반장 (동표)
- 폴리스 스토리 4 (SBS) - 국장 (동표)
- 나 홀로 집에 (KBS, MBC) - 해리 (조 페시)
  - 나 홀로 집에 2 (MBC) - 해리 (조 페시)
- 브리짓 존스의 일기 (KBS) - 브리짓 아빠 (짐 브로드벤트)
- 미스터 디즈 (KBS)
- 슬립워커 (KBS) - 의사
- 뮤직 오브 하트 (KBS) - 아이작 스턴 (본인)
- 로마의 휴일 (97년 더빙판/KBS) - 왕실 측근 (존 혼) / 마을 사람 (아르만도 암브로지)
- 심플 플랜 (KBS) - 드와이트 (톰 캐리)
- 복수의 실락원 (KBS) - 랜디스 (찰스 더닝)
- 왝 더 독 (KBS) - 쟈니 딘 (윌리 넬슨)
- 마지막 황제 (KBS) - 사부 (황자강)
- 사랑의 블랙홀 (KBS) - 버스터 (브라이언 도일-머레이)
- 아이 리멤버 에이프릴 (KBS) - 얼 (폴 둘리)
- 메리 라일리 (KBS) - 집사장
- 식스맨 (KBS)
- 허드서커 대리인 (KBS) - 이사회 인원 (로이 브록스미스) / 과학자 (존 굿맨)
- 화성침공 (SBS)
- 이연걸의 히트맨 (SBS) - 사기꾼(증지위)
- 소피아 로렌의 아름다운 인생 (SBS)
- 사라의 미로여행 (SBS)
- 개구쟁이 데니스 2 (SBS) - 윌슨 (돈 리클스)
- 세례를 받다 (KBS) - 미하일 카히린
- 리쎌 웨폰 3 (SBS) - 게츠 (조 페시)
- 라인 스톤 (SBS)
- 시암 선셋 (KBS) - 조이
- 리플레이스먼트 (SBS) - 캐스터
- 댈러웨이 부인 (KBS) - 위트브레드 (올리버 포드 데이비스) / 클라리사의 아버지 (존 프랭클린-로빈슨)
- 속 프로젝트 A (KBS) - 동서장 (동표)
- 하루, 48시간 (KBS) - 프랑수와 (장-입스 샤텔라)
- 터미널 (KBS) - 굽타 (쿠마르 팔라나)
- 쿵푸 프리즌 (KBS) - 루 (M. 에멧 월시)
- 엠마 (KBS) - 아버지 (데니스 호손)
- 뉴욕 아이 러브 유 (KBS) - 에이브 (엘리 윌러치)
- 나일의 대모험 (KBS) - 랄프 (대니 드 비토)
- 할리우드 박사 (KBS)
- 하이랜더 (KBS)
- 일요일의 아이들 (KBS)
- 르 지탕 (KBS) - 얀 (폴 뫼리스)
- 써머스비 (KBS)
- 클루트 (KBS) - 골드파브 (모리스 스트라스버그)
- 더 콘서트 (KBS) - 이반 (발레리 바리노브)
- 전쟁과 평화 (KBS)
- 칼리토 (MBC)
- 콰이강의 다리 (KBS) - 사이토 대령 (하야카와 세슈)
- 프랑스 중위의 여자 (KBS) - 그로건 의사 (레오 맥켄)
- 킴 베신저의 쿨 월드 (SBS)
- 로렌조 오일 (KBS)
- 베니스의 상인 (KBS) - 샤일록
- 스파이 하드 (KBS) - 국장
- 시스코 키드 (SBS)
- 심판자 (MBC) - 칼린
- 특종 카메라 (KBS)
- 슈퍼에이트 (VIDEO) - 해설 / 주다 / 괴수
- 첨밀밀 (SBS) - 구양표 (증지위)
- 코튼 클럽 (SBS) - 매든 (밥 호스킨스)
- 클리프 행어 (SBS) - 라이트 (폴 윈필드)
- 섀도우 (KBS) - 블라고체 / 언어학 교수
- 올드 스쿨 (SBS) - 택시기사 / 스프링북
- 일 포스티노 (SBS) - 파블로 네루다 (필립 느와레)
- 세인트 엘모의 열정 (SBS)  - 마틴바삼
- 시티 오브 엔젤 (KBS) - 메신져 (데니스 프랜즈)
- 청혼 (KBS) - 변호사
- 주어러 (KBS)
- 에어포트 (KBS) - 스탠디쉬 (로이드 놀런)
- 가타카 (KBS)
- 위험한 도박 (KBS)
- 한나의 전쟁 (KBS)
- 아이큐 (MBC) - 아인슈타인 박사 (월터 매소)
- 마틴 기어의 귀향 (SBS) - 신부 (안드레 쇼마유)
- 검은 고양이 흰 고양이 (KBS) - 사회자
- 아스테릭스 (KBS, SBS) - 촌장 아브라라쿠르시스 (미셸 갈라브루)
- 아나스타샤 (KBS) - 체르노프 (아킴 타미로프)
- 우정 (KBS) - 앙거스타인 (가이 스탠딩)
- 간디 (KBS) - 발라바이 파텔 (새드 제프리)
- 대복성 (SBS) - 노송 (왕월) / 지휘관 (장충)
- 어느 날 밤에 생긴 일 (KBS) - 알렉산더 (월터 코놀리)
- 스미스씨 워싱턴에 가다(KBS) - 칙(유진 팔렛)
- 배트맨 포에버(KBS) - 고든(팻 힝글)
- 비둘기가 날 때 (KBS) - 토비(윌리엄 러쉬톤)
- 여인의 초상 (KBS) -리차드(에드워드 G. 로빈슨)
- 네모 선장과 여인들 (KBS) - 펜크로프트(퍼시 허버트)
- 사형도수 (SBS) - 백장천(원소전)
- 수호전지 영웅본색 (SBS) - 승상(우마)
- 육지금마 (SBS) - 담월화의 스승(우마)
- 허비 - 몬테카를로에 가다 (KBS) - 부셰(자크 마린)
- 제네비에브 (KBS) - 앰브로즈(케네스 모어)
- 좋은 친구들 (KBS) - 토미 드 비토(조 페시)
- 레미제라블 (SBS) - 포슈르방(폴 프레부아)
- 인어의 노래 (KBS) - 피바디(윌리엄 파월)
- 붉은 유혹 (KBS)

### 외화
- 나치 영국 지부 SS-GB (KBS) - 해리 (제임스 코스모)
- 닥터 후 (KBS) - 윌프레드 모트 (버나드 크리빈스)
- 더 컬렉션 (KBS) - 트루비에 (제임스 코스모)
- 강호풍운록 (KBS) - 조대인
- 로즈 레드 (KBS) - 빅 (케빈 타이게)
- 벤허 (KBS) - 시모니데스 (시몬 앤드루)
- 위기의 주부들 (KBS) - 모티
- 마법사 멀린 (KBS) - 가이우스 (리처드 윌슨)
- 명탐정 코난 드라마 스페셜 - 남도일의 부활 (투니버스) - 브라운 박사 (타야마 료세이)
- 삼국지 (KBS) - 화타
- 가면라이더 덴오 (챔프) - 노인
- 한나의 선택 (KBS) - 크사베르
- 초한지 (KBS) - 숙손통
- 천사의 손길 (PBC)

### 방송
- 명작의 고향 (MBC)
- 그림자 (대공수사실록) (금붕어와 십자매) (MBC 라디오)[1]
- 중국문학기행 (MBC) - 내레이션
- KBS 라디오 극장 10년 (무협드라마, 대사형)(KBS 라디오) - 전노야
- 1 VS 100 (KBS) - 2013년 2월 5일 출연
- 불가사의의 세계 (MBC)

### 게임
- EYE TOY : PLAY - 오라클
- 삐뽀사루 겟츄 3 - 박사
- 에이지 오브 코난 온라인

### 드라마
- 제2공화국 (MBC) - 이희승 서울대 교수

1. ↑  출처 : 《1984년 문화방송 연지》, MBC 문화방송, 1984, 198쪽.